# Kurt G. Kreuzinger
Kurt Kreuzinger (1905- 1989) fue un botánico alemán, conocido por su trabajo con la familia de los cactos con su registro de identificaciones de 158 nuevas especies de cactos.
De acuerdo a IPNI, falleció en 1989.

## Algunas publicaciones
- 1935. Eger Verzeichnis amerikanischer und anderer Sukkulenten mit Revision der Systematik der Kakteen. Tomo: Heft Seite 20-21 K. Kreuzinger-Verlag

## Honores

### Epónimos
- (Cactaceae) Hymenorebutia kreuzingerii Frič ex Buining[1]
- (Cactaceae) Lobivia kreuzingerii (Frič ex Buining) Krainz[2]

- La abreviatura «Kreuz.» se emplea para indicar a Kurt G. Kreuzinger como autoridad en la descripción y clasificación científica de los vegetales.[3]

Realizó valiosos aportes a la taxonomía, identificando y clasificando más de 140 especies; las que publicaba habitualmente en :
- Verzeichn. Amer. Sukkulent.; Succulenta; Repert. Spec. Nov. Regni Veg.; Möller's Deutsche Gärtn.-Zeitung; Kakteen Südamerika; Cactaceae (Backeberg); Succulenta (Netherlands); Verzeichnis Sukk. Revis. Syst. Kakt.

## Literatura
- Guido Heinrich, Karl Schlimme, Magdeburger Biographisches Lexikon. 2002. Magdeburg, ISBN 3-933046-49-1